# Михайловка (Верх-Коёнский сельсовет)
Миха́йловка — деревня в Искитимском районе Новосибирской области. Входит в состав Верх-Коёнского сельсовета.

## География
Площадь деревни — 63 гектара

## Население
| 2002 | 2007 | 2010 |
| ---- | ---- | ---- |
| 301  | ↗322 | ↘228 |

## Инфраструктура
В деревне по данным на 2007 год функционируют 1 учреждение здравоохранения и 1 учреждение образования.